# FC Southport
Der FC Southport (offiziell: Southport Football Club) ist ein englischer Fußballverein. Bis 1978 war der Klub Teil der Football League und ist derzeit nur noch im mittleren Bereich des Ligensystems in England, der National League aktiv.

## Geschichte
Der FC Southport wurde 1881 gegründet. 1911 wurde die Mannschaft Gründungsmitglied der Central League, in der sie zehn Jahre antrat. 1918 wurde der Klub von Vulcan Motor Engineering aufgekauft, so dass die Mannschaft fortan als Southport Vulcan auflief. Drei Jahre später wurde die Mannschaft in die Football League aufgenommen und kam in die neu gegründete drittklassige Third Division North. Der Liga gehörte die Mannschaft bis 1958 an, als aufgrund der Zusammenlegung der Third Division North mit der Third Division South die Vereine aus dem hinteren Teil der Ligen in die neu geschaffene Fourth Division kamen. 1967 gelang als Vizemeister hinter Stockport County die Rückkehr in die Drittklassigkeit, drei Jahre später erfolgte jedoch der erneute Abstieg in die vierte Liga. 1973 gelang als Meister erneut der Aufstieg, dem dieses Mal jedoch der direkte Wiederabstieg folgte. 1978 belegte die Mannschaft zum dritten Mal in Folge nur den vorletzten Platz in der vierten Liga und wurde daraufhin von der Football League aus der Liga abgewählt und durch Wigan Athletic ersetzt.
Der FC Southport kam in die fünftklassige Northern Premier League. Dort verpasste die Mannschaft die Qualifikation zur 1979 neu geschaffenen Conference National und spielte daher nur noch auf dem sechsthöchsten Spielniveau. Es dauerte bis 1993, ehe der Klub als Meister der Liga in die fünfte Spielklasse aufstieg. 1998 erreichte die Mannschaft das Finale der FA Trophy, scheiterte in Wembley jedoch mit einer 0:1-Niederlage an Cheltenham Town.
2003 stieg der FC Southport in die Northern Premier League ab, qualifizierte sich jedoch 2004 für die neu gegründete, sechstklassige Conference North. Als erster Meister der Liga schaffte der Klub die Rückkehr in die Conference National. Dort spielte die Mannschaft direkt gegen den Abstieg, der als Vorletzter der Saison 2006/07 nicht mehr vermieden werden konnte.

## Erfolge
- Meister der Football League Fourth Division: 1972/73
- Meister der Conference North: 2004/05, 2009/10
- Meister der Northern Premier League: 1992/93
- Football League Third Division North Cup: 1937/38
- Lancashire Senior Cup: 1904/05
- Liverpool Senior Cup: 1930/31, 1931/32, 1943/43, 1962/63, 1974/75, 1990/91, 1992/93, 1998/99, 2011/12, 2018/19